# 京都市立大宅中学校
京都市立大宅中学校（きょうとしりつ おおやけちゅうがっこう）は、京都府京都市山科区大宅にある公立中学校。

## 沿革
- 1980年6月 - 京都市立勧修中学校分校建設促進委員会を設置
- 1985年3月 - 用地を確定
- 1986年4月 - 京都市立勧修中学校東分校として開校
- 1986年7月 - 着工
- 1987年4月 - 京都市立勧修中学校から独立し、京都市立大宅中学校として開校

## 通学区域
以下の小学校区を通学区域とする。
- 京都市立大宅小学校

## 交通アクセス
- 京都市営地下鉄東西線 小野駅、椥辻駅下車

## 著名な出身者
- 小泉エリ（マジシャン、タレント、吉本興業）
- 畑田亜希（ファッションモデル）
- 山崎雅人（プロサッカー選手、現大分トリニータスタッフ）
- 松井大輔（プロサッカー選手、横浜FC） - 3年時から京都市立藤森中学校へ転校
  - 以上4人は同級生である。
- 浜田聡（国会議員）